# Nati nel 1929/Senza giorno specificato
| Questa pagina contiene informazioni ricavate automaticamente dalle voci biografiche con l'ausilio del template Bio e di un bot. L'aggiornamento è periodico e automatico e ricostruisce completamente la pagina. Se manca una persona in questa lista, sei pregato di non aggiungerla, ma accertati piuttosto che la sua voce biografica contenga il template Bio e che i dati anagrafici siano correttamente compilati. Se il template Bio manca, inseriscilo tu stesso o, in alternativa, metti l'avviso {{tmp\|Bio}} che ne segnala la mancanza. Se i dati riportati sono sbagliati, correggi direttamente la voce biografica; le modifiche saranno visibili in questa lista entro pochi giorni. Per chiarimenti vedi il progetto biografie. La lista contiene solo le 67 persone che sono citate nell'enciclopedia e per le quali è stato implementato correttamente il template Bio. Pagina aggiornata al 10 ago 2025. |

- Elio Altamura, scenografo italiano († 2004)
- Lio Beghin, autore televisivo italiano († 2010)
- Aleksandar Blašković, cestista jugoslavo († 2020)
- Edo Bonistalli, psicologo, psicoterapeuta e insegnante italiano († 2000)
- Victor Edouard Busnello, sassofonista belga († 1984)
- Juan Camous, schermidore venezuelano († 2003)
- Caterina Conio, storica delle religioni italiana († 1996)
- Francesco D'Amore, pittore e incisore italiano († 1990)
- Davide David, sciatore alpino e allenatore di sci alpino italiano († 2020)
- Steve Davis, contrabbassista statunitense († 1987)
- Luigi Davì, scrittore e funzionario italiano († 2021)
- Mario Di Nardo, sceneggiatore italiano
- Ilona Domonkos, cestista ungherese († 2006)
- Margot Favarato, cestista peruviana († 1991)
- Margit Fekete, cestista ungherese († 2019)
- Mario Ferrara, tenore italiano († 2010)
- Franco Ferrari, giornalista e scrittore italiano († 2000)
- Vittorio Ferri, attivista italiano († 1948)
- Massimo Fichera, dirigente pubblico e dirigente d'azienda italiano († 2012)
- Letizia Fortini, scrittrice e poetessa italiana († 2002)
- Joseph Giardina, direttore d'orchestra statunitense († 2021)
- Lorenzo Gicca Palli, sceneggiatore e regista italiano († 1997)
- Bernardo Guastavino, ex calciatore argentino
- Stefania Guidi, scultrice italiana († 2024)
- Wilhelm Hafenscher, sollevatore austriaco († 1952)
- Tamás Kertész, calciatore ungherese († 1989)
- Kim Hyeong-il, cestista sudcoreano
- Henry Kloss, imprenditore statunitense († 2002)
- José Ramón Larraz, regista, fumettista e fotografo spagnolo († 2013)
- Giuseppe Lisi, scrittore italiano
- Vito Liverani, fotografo e imprenditore italiano († 2020)
- Valerija Makeeva, monaca cristiana e editrice russa († 2007)
- Giuseppe Mammarella, storico italiano
- Ivos Margoni, francesista e traduttore italiano († 2006)
- Michele Massa, regista e sceneggiatore italiano († 2007)
- Luciano Mauri, editore italiano († 2005)
- Luciano Michetti Ricci, giornalista e regista italiano († 2009)
- Luis Molinari, artista ecuadoriano († 1994)
- Verita Monselles, fotografa italiana († 2004)
- Zsuzsanna Morvay, schermitrice ungherese († 2009)
- Melba Roy Mouton, matematica statunitense († 1990)
- Pierre Mulele, rivoluzionario e politico della Repubblica Democratica del Congo († 1968)
- Ṭāhā Muḥyi al-Dīn Maʿrūf, politico iracheno († 2009)
- Edward Neill, critico musicale italiano († 2001)
- Piero Novelli, paroliere, giornalista e scrittore italiano († 1983)
- Bazilio Olara-Okello, politico e generale ugandese († 1990)
- Gary Owen, giocatore di snooker gallese († 1995)
- Vittoria Palazzo, scrittrice e giornalista italiana
- Antonietta Pastori, soprano italiano
- Ugo Poggi, imprenditore e dirigente sportivo italiano († 2008)
- Jesús Ponce Labastida, allenatore di calcio e calciatore messicano († 2024)
- Giovanni Ramella Bagneri, poeta e critico letterario italiano († 2008)
- Onésima Reyes, cestista cilena († 2014)
- Dolores Francine Rhiney, modella e attrice statunitense
- Luciano Sada, cabarettista e cantante italiano († 1999)
- Sa'd I al-'Abd Allah al-Salim Al Sabah, emiro kuwaitiano († 2008)
- Muhammad Sa'id Ramadan al-Buti, scrittore siriano († 2013)
- Sandro Somarè, pittore e gallerista italiano († 2012)
- Chaïbia Talal, pittrice marocchina († 2004)
- Alessio Tasca, designer e ceramista italiano († 2020)
- Carlos Torres, astronomo cileno († 2011)
- Peter Udell, paroliere e librettista statunitense
- Askol'd Ivanovič Vinogradov, matematico russo († 2005)
- Anna Walter, attrice italiana († 2014)
- Pietro Zegna, scultore italiano († 2020)
- Majid bin Sa'ud Al Sa'ud, principe e militare saudita († 1969)
- Haya bint Abd al-Aziz Al Sa'ud, principessa saudita († 2009)